# الخارجية (صنعاء القديمة)

تعديل مصدري - تعديل

حارة الخارجية هي إحدى حارات مدينة صنعاء القديمة، بلغ تعداد سكانها 759 نسمة حسب تعداد اليمن لعام 2004.